# Edmund Byng (6e comte de Strafford)
Edmund Henry Byng, 6e comte de Strafford (27 janvier 1862 – 24 décembre 1951), titré vicomte Enfield entre 1899 et 1918, est un pair anglais.

## Biographie
Il est le deuxième fils (le premier étant mort en bas âge) du révérend Francis Byng, 5e comte de Strafford (1835-1918) et de son épouse Florence Louisa Miles (1840–1862), fille de William Miles (1er baronnet), qui est mort en lui donnant naissance.
Il est conseiller du comté du Middlesex et du Hertfordshire. Il est élu membre de la Zoological Society of London (FZS) en juillet 1902.
Il épouse Mary Elizabeth Colebrooke, une fille de Edward Colebrooke avec qui il a deux filles et cohéritières :
- (Florence) Elizabeth Alice Byng (1897-1987), fille aînée, qui reçoit de son père ses deux propriétés principales, Wrotham Park dans le Hertfordshire et 5, St James's Square à Londres. En 1928, elle épouse Michael William M. Lafone[1] du Kenya[2], le fils du Major Edgar Mortimer Lafone (1867-1938), 4e Queen's Own Hussars et Chief Constable de la Police Métropolitaine [3]. Le père d'Edgar est Alfred Lafone (1821-1911) de Hanworth Park, Middlesex, un riche marchand de cuir et député conservateur de Bermondsey. Elle divorce de son mari en 1931, et a:
  - Julian Michael Edmund Lafone (né en 1928), un avocat qui en 1952 change son nom de famille[4] en "Byng", après une action similaire de sa mère à la suite de son divorce en 1931 et de son héritage en 1951 [1]. Il tente d'expulser sa mère de Wrotham Park dans le cadre d'un procès présidé à la Haute Cour par Lord Oliver d'Aylmerton [5]. Il hérite de Wrotham Park et 5, St James's Square. En 1960, il épouse Eva Finola Wellesley-Wesley, fille unique du capitaine Michael Wellesley-Wesley, de Tahilla, comté de Kerry, Irlande.
- Mary Millicent Rachel Byng (née en 1899), fille cadette, qui épouse le major-général Robert Francis Brydges Naylor, dont elle a :
  - Christopher Charles Francis Naylor (né en 1929)
  - Edmund John Robert Naylor (né en 1930)
  - Mary Elizabeth Katharine Naylor (née en 1933)

À sa mort en 1951, son neveu, Robert Cecil Byng, 7e comte de Strafford hérite du titre, mais pas des domaines.